# 올림피아 키클로스
올림피아 키클로스(일본어: オリンピア・キュクロス, Olympia Kyklos)는 야마자키 마리의 일본 코미디 만화 시리즈이다. 슈에이샤의 청년 만화 잡지 그랜드 점프에서 2018년 3월부터 2022년 7월까지 연재되었으며, 단행본 7권으로 챕터가 수집되었다. '별책 올림피아 키클로스'(別冊オリンピア・キュクロス)라는 제목의 애니메이션 TV 시리즈가 2020년 4월부터 11월까지 방영되었다.

## 같이 보기
- 테르마이 로마이